# Ballyclare
Ballyclare (Bealach Cláir in gaelico irlandese) è una piccola cittadina dell'Irlanda del Nord, situata nella contea di Antrim.